# Ерникој
Ерникој (грч. Ποντισμένο, Пондисмено) је насељено место у општини Доња Џумаја у периферији Средишња Македонија, Грчка. Према попису из 2021. године било је 1.516 становника.
Према бугарском географу и историчару, Василу Канчову, у Ерникоју је 1900. године живело 300 Словена хришћана, 180 Рома, 120 Турака, и 75 Черкеза. Село је 1913. године имало 1.095 житеља. Током Првог светског рата село је настрадало и део мештана је избегао, тако је после рата остао 631 житељ. Године 1924. турско и черкезско становништво је принудно исељено у Турску а на њихово место је насељено 44 грчких избегличких породица, укупно 188 особа. На попису из 1928. године Ерникој је мешовито грчко-словеснко насеље са 1.001 становником.